# Francis Petter
Charles Francis Petter (* 28. Juli 1923 in Paris; † 21. Januar 2012 in Conches-sur-Gondoire, Département Seine-et-Marne) war ein französischer Mammaloge und Paläontologe. Sein Forschungsschwerpunkt waren die Kleinsäuger der Tropen. 

## Leben
Petter war der ältere Bruder des Primatologen Jean-Jacques Petter (1927–2002). Er besuchte als junger Mann regelmäßig das Säugetier- und Vogellabor des Muséum national d’histoire naturelle, wo er Kontakte mit Édouard Bourdelle (1876–1960) und Jacques Berlioz knüpfte. Die Säugetiersammlungen des Museums weckten seine Leidenschaft für die Zoologie. 
Nach dem Zweiten Weltkrieg studierte Petter an der Veterinärschule von Maisons-Alfort, wo er 1949 mit der Arbeit La détermination expérimentale du sexe chez les Mammifères sein Diplom erwarb. Während dieser Zeit war er in einem Veterinäramt tätig, sein eigentliches Ziel war jedoch, Zoologe im Muséum national d’histoire naturelle zu werden. Nach dem Tod von Paul Rode (1901–1948) wurde ihm eine Stelle als Assistent in der Säugetier- und Vogelabteilung des Museums angeboten. Von 1950 bis 1960 war er Kurator in der Säugetiersammlung und ermöglichte Forschern außerhalb der Institution den Zugang, was zuvor nicht der Fall gewesen war. Außerdem übernahm er die Redaktionsleitung der Zeitschrift Mammalia. Während Petters 40-jähriger Amtszeit im Museum wurde eine beträchtliche Anzahl von etwa 30.000 Proben gesammelt, präpariert und katalogisiert. Petter nahm persönlich an zahlreichen Forschungsreisen nach Afrika, in den Nahen Osten und nach Madagaskar teil oder organisierte diese, wobei er häufig mit einem Netzwerk von Forschern, die für das Institut de recherche pour le développement (ehemals ORSTOM) und das Institut Pasteur tätig waren, zusammenarbeitete. 
In seiner Dissertation Répartition géographique et écologie des rongeurs désertiques de la région paléarctique von 1961 untersuchte Petter das Verhalten, die Lebensweise und die Systematik der Nagetiere in der Sahara, im Senegal sowie im Iran und im Irak. Ein Teil dieser Arbeit wurde im selben Jahr in der Zeitschrift Mammalia veröffentlicht und führte zu weiteren Forschungen über die Hypertrophie der Paukenhöhle von Nagetieren, die Struktur ihrer Baue sowie zu taxonomischen Themen wie der Zahnevolution und zu bedeutenden Kooperationen mit Zytogenetikern. Nach seiner Promotion wurde Francis Petter zum stellvertretenden Leiter der Säugetier- und Vogelabteilung Muséum national d’histoire naturelle unter der Direktion von Jean Dorst ernannt. In den 1960er und 1970er engagierte er Wissenschaftler, die sich der Erforschung der Faunen Madagaskars und der Zentralafrikanischen Republik widmeten. In dieser Zeit lernte Petter den Schweizer Zytogenetiker Robert Matthey (1900–1982) kennen, mit dem er 15 Jahre lang an der Zytotaxonomie der Nagetiere arbeitete. Zwischen 1970 und 1990 veröffentlichte er Studien über die Nagetiere in Brasilien und Französisch-Guayana. Petter beschrieb etwa 20 neue Taxa von Säugetieren, darunter rezente und fossile Nagetiere und veröffentlichte mehr als 150 wissenschaftliche Artikel.
Dank seiner lokalen Fallensteller im Kongo entdeckte Petter eine neue waldbewohnende Nagetierart, von der bis heute nur drei Exemplare bekannt sind. Er erkannte, dass die Art zu einer neuen monotypischen Gattung gehört, was 1966 in der Erstbeschreibung der Samtklettermaus (Dendroprionomys rousseloti) gipfelte. 
Petter widmete sich auch der Paläontologie. 1964 beschrieb er in Zusammenarbeit mit Miquel Crusafont i Pairó die Gattung der Kanarischen Riesenratten (Canariomys), mit Canariomys bravoi als Typusart. 1968 folgte die Beschreibung der Riesenratte Paraethomys filfilae aus Algerien. 1973 war er an einer Studie über mittelpleistozäne Fossilien des Feldhasen und des Wildkaninchens aus Correze beteiligt. 
Im Rahmen von verschiedenen Forschungsprojekten arbeitete er in Zusammenarbeit mit Jean Chaline und Pierre Mein an der Revision der Nagetierklassifikation anhand von Zahn- und Schädelmerkmalen. Diese Studie wurde 1977 veröffentlicht, in der er auch die Familie Cricetomyidae (heute ein Synonym der Unterfamilie Cricetomyinae) aufstellte. Seine Revisionen verschiedener Gattungen, darunter Gerbillus, Acomys, Praomys, Lepus und Nannomys, wurden in dem von der Smithsonian Institution unter der Leitung von Henry W. Setzer (1916–1992) zwischen 1971 und 1977 definierten Säugetier-Bestimmungsschlüssel veröffentlicht. Ferner forschte Petter intensiv an der Entwicklung von Zuchttechniken für verschiedene afrikanische Nagetiere in Gefangenschaft im Vivarium des Pariser Naturkundemuseums. Diese Studien ermöglichten es ihm, Aspekte der reproduktiven Isolation bestimmter Taxa auf der Grundlage des biologischen Artkonzepts zu erforschen. Petter organisierte auch die Restaurierung der alten zoologischen Galerie, die über 30 Jahre lang leer gestanden hatte. Einer seiner wichtigsten Beiträge war der Bau eines unterirdischen Raums für die Sammlungen in den 1980er Jahren, die so genannte Zoothek, die 1994 eingeweiht wurde und noch heute aktiv genutzt wird. 
Petter schrieb mehrere Bücher über Säugetiere und koordinierte 1992 eine Ausstellung über Bären, die einen beachtlichen Erfolg hatte. Auch nach seiner Pensionierung im Jahr 1988 blieb er ein aktives Mitglied der Museumsgemeinschaft. Außerdem war er zusammen mit Laurent Granjon (von 1991 bis 1999) und Christiane Denys (bis 2005) Mitherausgeber der Zeitschrift Mammalia. Ab 1969 gehörte er zu einem Team von Tierexperten, die an der Fernsehsendung Les Animaux du Monde des Journalisten François de La Grange mitwirkten.
Petters Frau Germaine Petter war eine renommierte Paläontologin.

## Erstbeschreibungen von Francis Petter
- Karimis Fettschwanzbeutelratte (Thylamys karimii), 1968
- Matthey-Zwergmaus (Mus mattheyi), 1969
- Gounda-Zwergmaus (Mus goundae), 1970
- Ubangi-Zwergmaus (Mus oubanguii), 1970
- Setzer-Zwergmaus (Mus setzeri), 1978
- Kollmannsperger-Vielzitzenmaus (Mastomys kollmannspergeri), 1957
- Grauschwanz-Hochlandratte (Stenocephalemys griseicauda), 1972
- Schwarzkrallen-Bürstenhaarmaus (Lophuromys melanonyx), 1972
- Cuvier-Kurzstachelratte (Proechimys cuvieri), 1978
- Sinnamary-Borstenschwanzratte (Isothrix sinnamariensis), 1996
- Oku-Ratte (Lamottemys okuensis), 1986
- Ankarafantsika-Madagaskar-Großfußmaus (Macrotarsomys ingens), 1959
- Nördliche Madagaskar-Weißschwanzratte (Brachytarsomys villosus), 1962
- Riesenmaulwurfspitzmaus (Anourosorex schmidi), 1963
- Äthiopischer Hochlandhase (Lepus starcki), 1981
- Samtklettermaus (Dendroprionomys rousseloti), 1966
- Guyana-Fischratte (Neusticomys oyapocki), 1978

Fossile Arten
- Canariomys bravoi, 1964
- Paraethomys filfilae, 1968

## Dedikationsnamen
Nach Petter sind die Petter-Nacktsohlenrennmaus (Taterillus petteri), die Petter-Weichhaarratte (Praomys petteri), die Petter-Madagaskar-Großfußmaus (Macrotarsomys petteri), der Petter-Bilchschwanz (Eliurus petteri) sowie die fossile Nagetierart Otomys petteri aus dem Calabrium benannt worden.

## Schriften
- Les mammifères, Band Nummer 1100 der Reihe Que sais-je ?, Presses Universitaires de France, Paris, 1963, 128 S.
- Les animaux domestiques et leurs ancêtres, Bordas, Paris, 1973, 127 S. ISBN 2-04-007853-3
- (mit Dominique Petter): Les Félins, Guide du jeune naturaliste, Delachaux et Niestlé, Lausanne, 1993, 78 S. ISBN 2-603-00907-9